# Hiệp hội Quốc tế về Địa chấn và Vật lý lòng Trái đất
Hiệp hội Quốc tế về Địa chấn và Vật lý lòng Trái Đất, viết tắt theo tiếng Anh là IASPEI (International Association of Seismology and Physics of the Earth's Interior), là một tổ chức phi chính phủ, phi lợi nhuận quốc tế hoạt động trong lĩnh vực nghiên cứu địa chấn và các vấn đề về vật lý lòng Trái Đất.
IASPEI thành lập năm 1904, là một trong 8 hiệp hội hợp thành của Liên đoàn Trắc địa và Địa vật lý Quốc tế (IUGG).

## Lịch sử
Năm 1901 tại Hội nghị Địa chấn Quốc tế đầu tiên ở Straßburg quyết định thành lập do Georg Gerland đưa ra.
Ngày 01 Tháng Tư 1904 Hiệp hội Quốc tế về Địa chấn (International Seismology Association) chính thức ra đời, sau đó chuyển sang tên là IASPEI.
Năm 1973 chuyển sang là một hiệp hội khoa học của IUGG.
IASPEI đang sửa đổi điều lệ, với dự thảo 2015 IASPEI Statutes Changes và được thảo luận tại Đại hội IUGG thứ 26, IUGG2015 Prague, Cộng hòa Séc.